# الآمال العظيمة (فلم 1946)
الآمال العظيمة (بالإنجليزية: Great Expectations) هو فيلم دراما تم إنتاجه في المملكة المتحدة وصدر في سنة 1946. الفيلم من إخراج ديفيد لين وكتابة ديفيد لين.

## بطولة
- أليك غينيس

### ترشيحات وجوائز
| السنة | الحدث  | الفئة              | النتيجة  |
| ----- | ------ | ------------------ | -------- |
|       | أوسكار | أفضل تصوير سينمائي | فـــــوز |

## وصلات خارجية
- مقالات تستعمل روابط فنية بلا صلة مع ويكي بيانات